# Kostopol
Kostopol (ukr. Костопіль, Kostopil) – miasto na Ukrainie, w obwodzie rówieńskim, w rejonie rówieńskim. Do 2020 siedziba rejonu kostopolskiego. Leży na Wołyniu.
Znajduje się tu stacja kolejowa Kostopol, położona na linii Równe – Baranowicze – Wilno.

## Historia

Przedwojenny herb

Pierwsze wzmianki o miejscowości pochodzą z lat 1648–1658. Wydobywano tu rudę żelaza. W XVIII wieku kuchmistrz wielki koronny Rzeczypospolitej Leonard Worcell zmienił nazwę osady na Kostopol i w 1792 roku uzyskał dla niej przywileje miejskie od króla Stanisława Augusta.

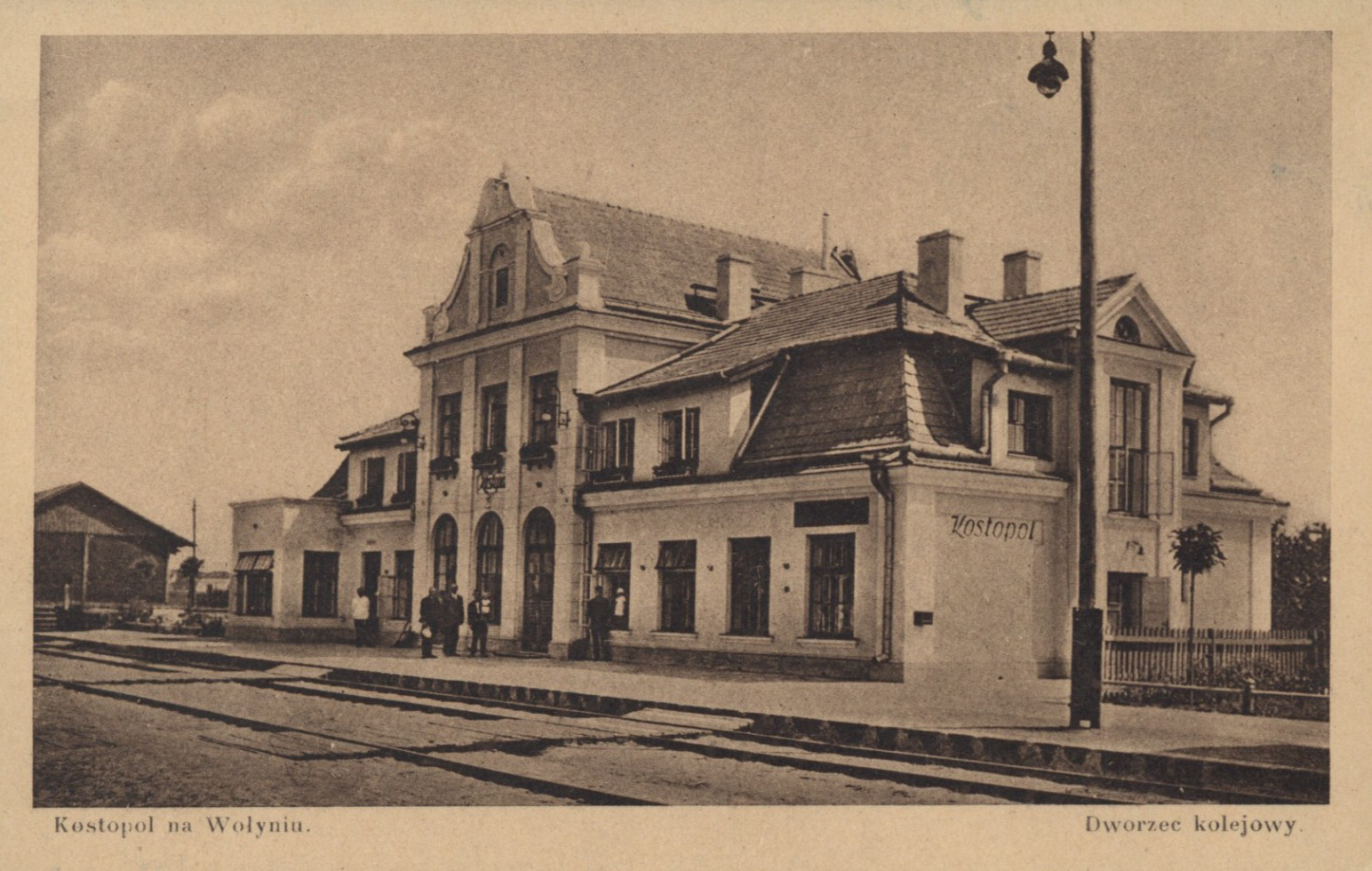
Dworzec kolejowy w dwudziestoleciu międzywojennym

W II Rzeczypospolitej prawa miejskie otrzymał 1 stycznia 1923 r. Od 1925 r. stolica powiatu kostopolskiego. W tym czasie, do II wojny światowej, w mieście liczebnie dominowała ludność żydowska.
W okresie międzywojennym  liczyło 5000 mieszkańców. W mieście były: kościół katolicki, cerkiew, kościół ewangelicka, 3 synagogi, 2 szkoły 7-klasowe: żeńska i męska, Zawodowa Szkoła Rzemieślnicza, Kasa Oszczędności, Kasa Stefczyka, Bank Ludowy, 2 młyny, 2 tartaki, fabryka fornieru, fabryka mebli, huta szkła, garbarnia i olejarnia.
W latach 1921–1939 istniała gmina Kostopol.
W 1939 roku zajęty przez Armię Czerwoną. Po ataku III Rzeszy na ZSRR okupowany przez Wehrmacht od 1 lipca 1941 roku. Wkrótce po opanowaniu miasta przez Niemców ukraińscy nacjonaliści dokonali w Kostopolu pogromu Żydów, w którym zabito kilka osób.
15 lipca 1941 roku grupa marszowa OUN-B wraz z Niemcami zamordowała około 150 osób z miejscowej inteligencji, w tym około 100 Żydów i 50 Polaków.
Ludność żydowska została poddana przez Niemców i podległą im policję ukraińską rozmaitym szykanom i zamknięta w getcie. 16 sierpnia 1941 roku rozstrzelano 480 Żydów a 10 listopada 1941 roku około 1,5 tysiąca. 26 sierpnia 1942 roku Niemcy z pomocą policji ukraińskiej zlikwidowali getto rozstrzeliwując około 2,5 tys. Żydów w lesie 6 km od Kostopola.
22 lutego 1943 roku Niemcy aresztowali komendanta obwodu AK Kostopol ppor. Władysława Grabowskiego „Dęba” wraz z ok. 50 innymi Polakami, których później rozstrzelano.
Od marca 1943 roku Kostopol był schronieniem polskich uchodźców z rzezi wołyńskiej. W mieście stacjonował 202 Batalion Schutzmannschaft, który ochraniał ludność i walczył z UPA. Niemcy systematycznie wywozili uchodźców na roboty przymusowe w III Rzeszy.
14 stycznia 1944 roku Armia Czerwona wraz z partyzantką sowiecką ponownie zdobyła Kostopol.

## Urodzeni w Kostopolu
- Bogdan Chorążuk – polski poeta, malarz, grafik i autor tekstów
- Zdzisław Dados – polski fotograf
- Anna Gorazd-Zawiślak – polska pisarka
- Katarzyna Suchodolska – polska pisarka
- Józef Zadzierski – żołnierz NOW i Armii Krajowej

## Sport
Do 1939 roku w mieście funkcjonował klub piłkarski Czarni Kostopol.

## Galeria

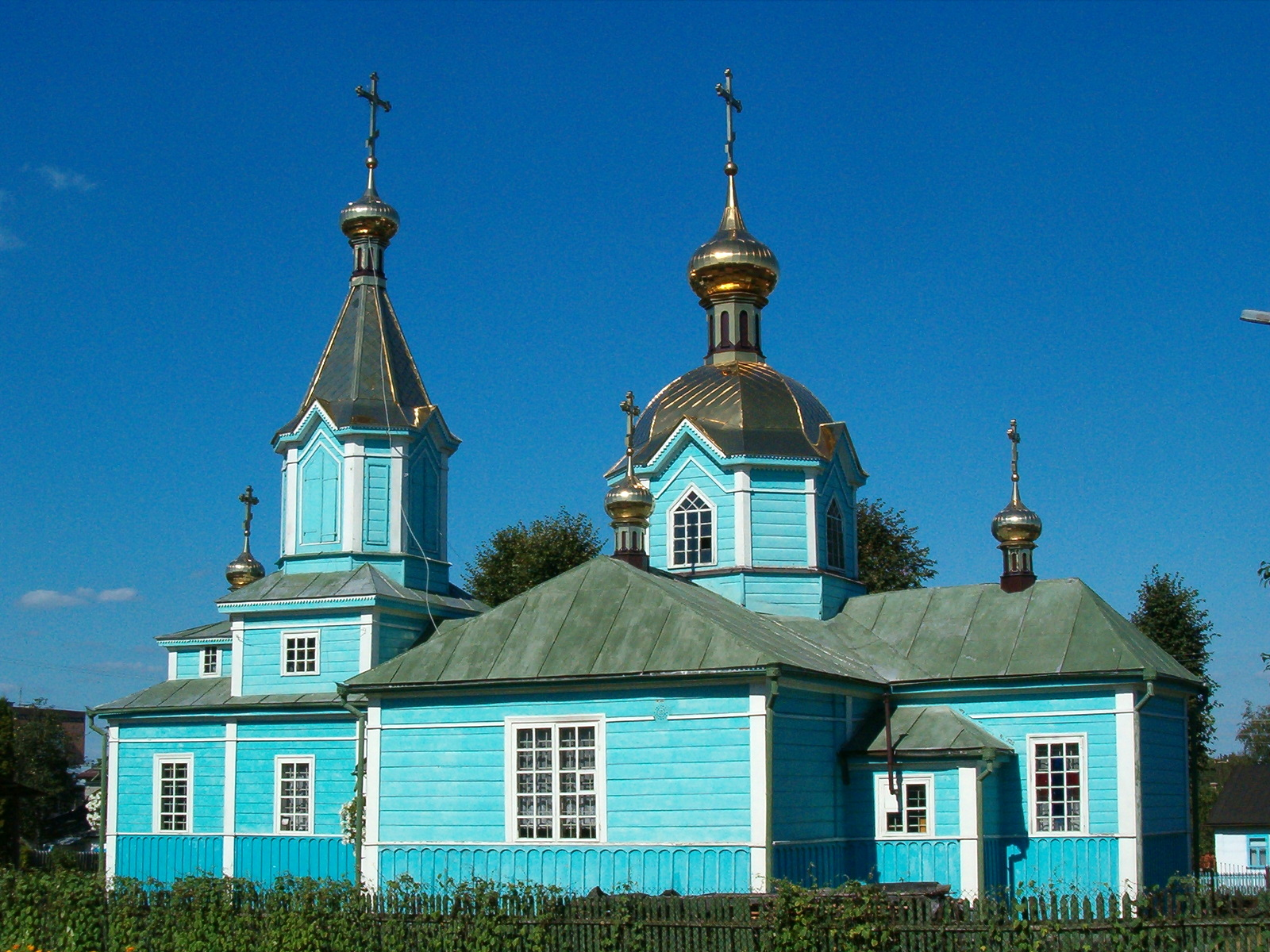
Cerkiew św. Aleksandra Newskiego (Ukraiński Kościół Prawosławny Patriarchatu Moskiewskiego)
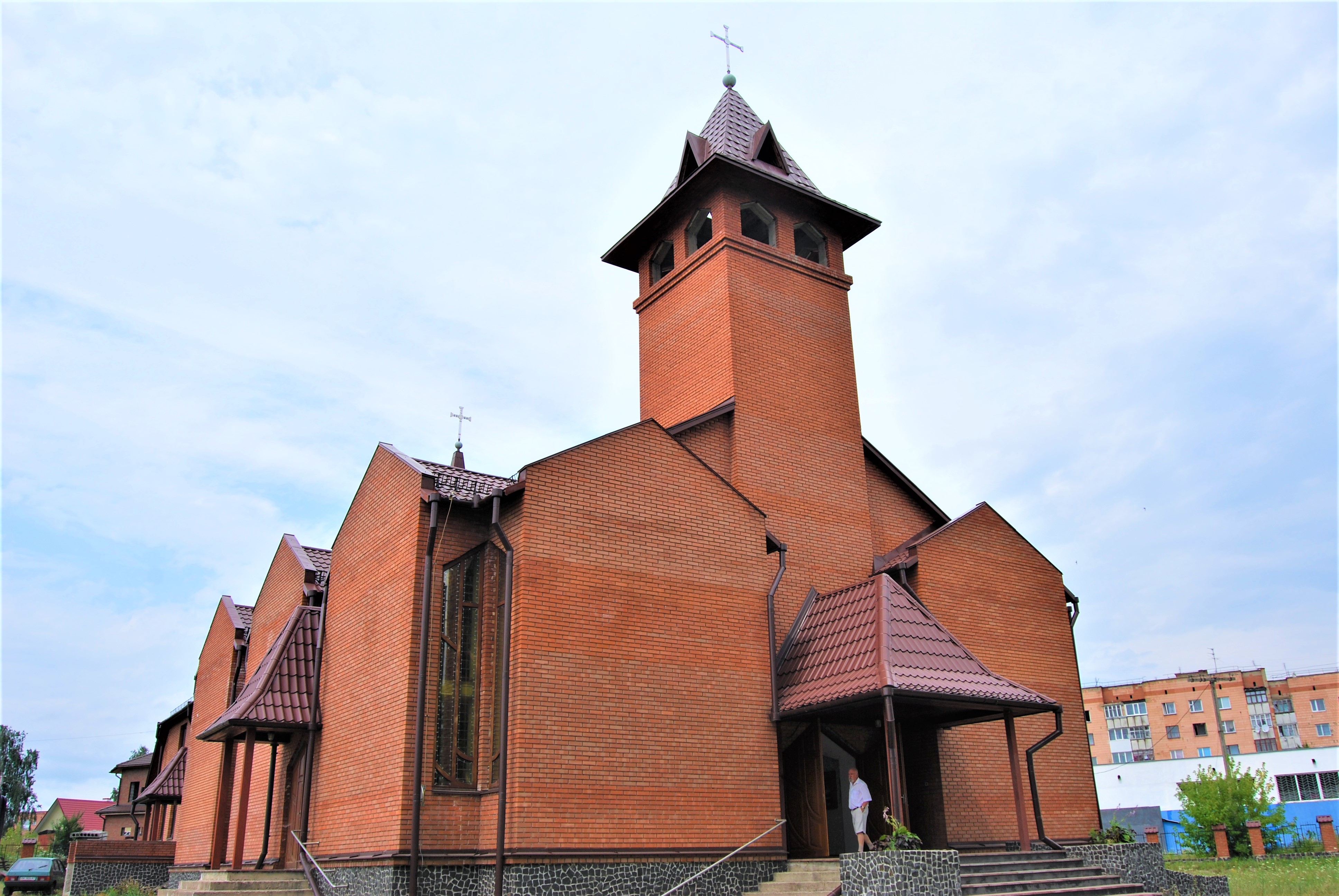
Kościół Najświętszego Serca Pana Jezusa
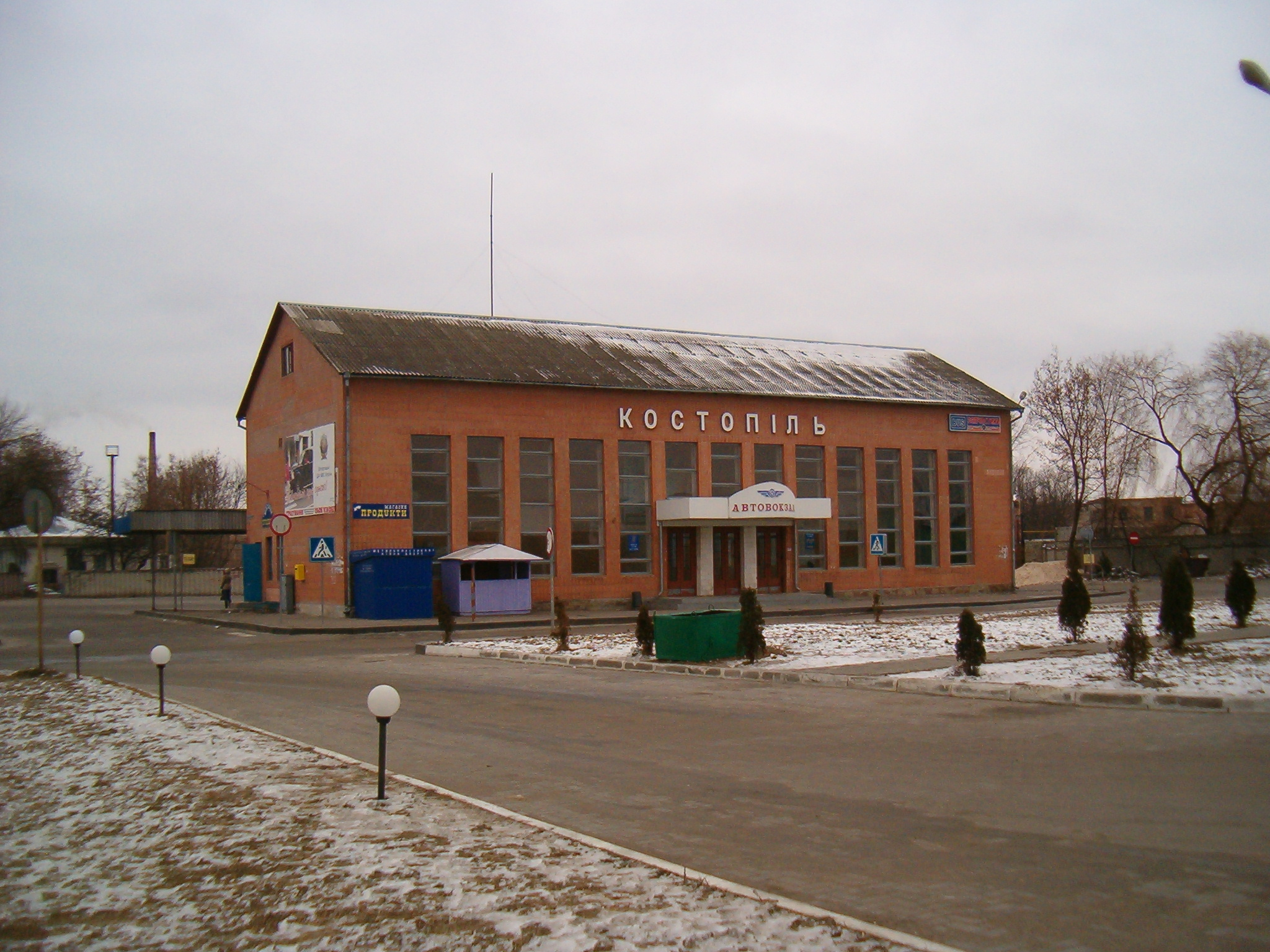
Dworzec autobusowy
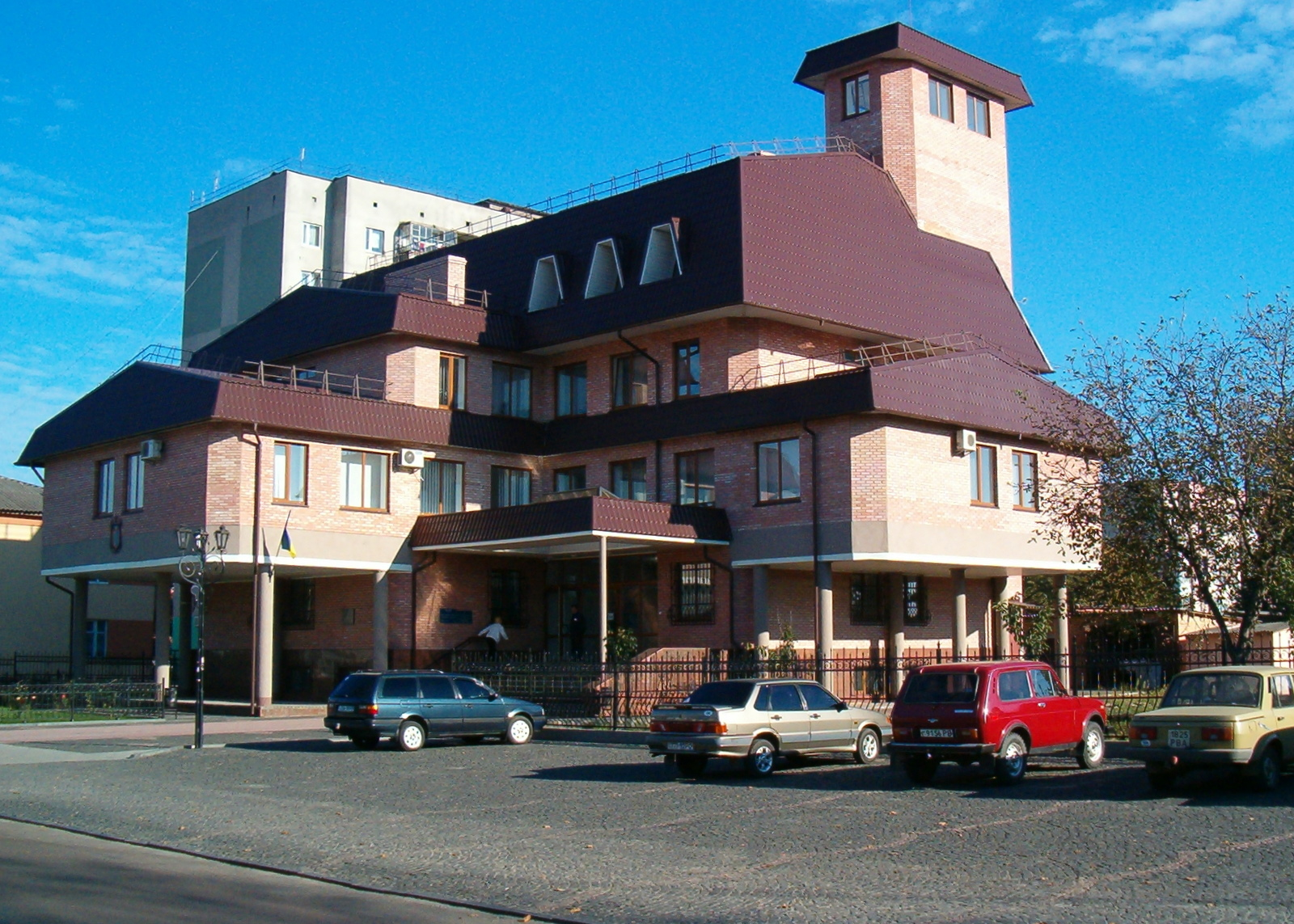
Rada miejska